# Метацентрична височина
Метацентричната височина е критерий за устойчивостта на плаващ във вода съд, като най-често се отнася към търговски или военни кораби. Представлява разстоянието между метацентъра и центъра на тежестта на плаващото тяло. Колкото по-голям е този параметър (и е положителен), толкова по-голяма е началната устойчивост на съда или казано по друг начин – плаващият съд е по-защитен срещу преобръщане Ако метацентричната височина има отрицателен знак (напр. центърът на тежестта е много високо разположен), то тогава плаващият съд губи способността си да плава без крен и много лесно може да се преобърне.

### Изисквания за метацентричната височина
Съществуващият международен Кодекс за устойчивост в неповредено състояние (International Code on Intact Stability, 2008), който е приет и от България през 2010 год., регламентира минимална стойност за началната метацентричната височина от 0.15 m за всички кораби с дължина над 24 m.
В правилата на дружествата, осъществяващи надзор над експлоатацията на съдовете (т.н. класификационни организации или регистри) има също заложени правила относно минимално допустимата метацентрична височина за различни типове кораби. Например Руският морски корабен регистър забранява експлоатация на съдове, имащи метацентрична височина под 0,2 m.
Различните корабособственици и компании управляващи кораби също могат да поставят свои изисквания към устойчивостта, които често включват изисквания към метацентричната височина.

### Други параметри свързани с метацентричната височина
Метацентричната височина също влияе върху естествения период на клатене на кораба, като много големите метацентрични височини са свързани с по-кратки периоди на клатене, които от своя страна създават проблеми свързани с укрепването на товарите или с неудобства за пасажерите. При прекалено голяма устойчивост плавателният съд започва да клати рязко, високо разположеният товар изпитва силни ускорения, неговото укрепване може да се скъса, което да доведе до значителни, понякога фатални последици. На английски кораб такъв кораб се нарича "stiff ship". Малката метацентрична височина съответно кара корабът да клати по-плавно, без резки движения. В този случай имаме "tender ship". За комфорт на пасажерите е прието периодът на клатене да е около 12 сек и по-голям. 

## Различни центрове и сили в теорията на кораба

### Център на водоизместване
Центърът на водоизместване (англ.: centre of buoyancy) съвпада с центъра на масата на обема вода, който корпусът измества или заема под нивото на водолинията. Тази точка се обозначава обикновено с B в корабостроенето и корабните документи. Приемаме, че в тази точка е приложена силата на водоизместване – Архимедовата сила, позната и като сила на плавучест или сила на изтласкване. Тази сила е насочена вертикално нагоре.

### Център на тежестта
Центърът на тежестта на кораба е центърът на неговата обща маса. В тази обща се включва както самия кораб празен, така и всички товари, провизии, баласт и т.н. Обикновено тази точка се означава като G или CG. В нея е приложена силата на тежестта, която е насочена вертикално надолу.
Когато корабът е в равновесие, центърът на водоизместване е вертикално в една линия с центъра на тежестта на кораба. Двете сили – силата на Архимед и силата на тежестта са еднакви по големина и противоположно насочени.

### Метацентър
Когато корабът се наклони (накрени) под някакъв ъгъл Θ в резултат на външна сила, например вятър или при преместване на товар, то тогава формата на потопената част на корпуса се променя, съответно се измества и центърът на този обем (центърът на водоизместване – B) в посока обратна на накреняването. Силата на водоизместване вече се прилага от новата точка B1, като големината на тази сила зависи от формата на потопения обем при този ъгъл. Новата сила на водоизместване остава насочена вертикално нагоре и перпендикулярна на водолинията, но можем да приемем, че първоначалната сила на водоизместване е останала на ъгъл Θ спрямо новата.
Ако проектираме двете сили в прави линии (или с други думи – продължим техните вектори), то точката в която те се пресичат, ние наричаме метацентър (ам.англ.: metacenter, бр.англ.: metacentre). Тази точка се означава с M.
При напречно клатене на кораба (ляво-дясно, англ.: rolling) имаме напречен метацентър (англ.: transverse metacentre), докато при надлъжно клатене (напред-назад, англ.: pitching) имаме надлъжен метацентър (англ.: longitudinal metacentre).
За устойчивостта на кораба от съществено значение е местоположението на напречния метацентър, затова по принцип той се има предвид, когато се споменава метацентър. И двата метацентъра не са статични спрямо корпуса на кораба, а описват криви при различни ъгли на наклон.

### Изправящо рамо
Изправящо рамо (англ.: righting arm) е разстоянието между двойката сили – тази на водоизместването и силата на тежестта. Обозначава се като GZ. Това рамо умножено по силата на тежестта дава изправящия момент, който се стреми да върне кораба в начално положение. При отпадане на външната сила (например – спиране на вятъра), този момент изправя кораба.
При накреняване на кораба, приемаме че, центърът на тежестта остава фиксиран по отношение на неговата форма. Частни случаи са когато имаме течен товар или баласт, които се преместват при накреняване на кораба, съответно преместват и центъра на тежестта на кораба. В тези случаи изправящото рамо винаги е по-малко и се изискват допълнителни изчисления за устойчивост.

### Метацентрична височина
Метацентрична височина наричаме разстоянието между метацентъра (съответния напречен или надлъжен) и центъра на тежестта на кораба. Означава се като GM.
Като бърз (но не окончателен) критерии за устойчивостта на кораба се гледа именно неговата метацентрична височина.
При малки ъгли на накреняване изправящото рамо е функция от метацентричната височина:
{\displaystyle GZ=GM\cdot \sin \theta }
Голямата (и положителна) метацентрична височина ще ни даде по-добра устойчивост на кораба срещу преобръщане.

#### Начална метацентрична височина
Метацентрична височина при малки отклонения на крена около началното (изправено) състояние на кораба. Често се означава с GM0.

#### Коригирана метацентрична височина
В случай, че имаме течен товар, който се е прелял на съответния борд при накреняване, то поради изместения център на тежестта на кораба, имаме коригирана метацентрична височина – GM1 или GoM. Тя винаги е по-малка като стойност и показва по-лоша устойчивост.

### Изчисляване на метацентричната височина
Тя се изчислява при проектирането на кораба, но тъй като реалният център на тежестта не винаги съвпада с проектния, след пускането на вода на плавателния съд се извършва креноване или кренови тест (англ.: inclining test). При този тест се намира опитно както центърът на тежестта на кораба, така и началния напречен метацентър. Извършва се като премества напречно тежест на определено разстояние (при малки кораби) или баласт между танкове (при по-големи).

## Частни случаи
Характерен пример за тяло, което има нулева метацентрична височина е симетричната плаваща бъчва. В спокойна вода тази бъчва ще се върти около надлъжната си ос под действието на всякакви външни сили (например вятър). В този случай центърът на потопената част на бъчвата винаги ще бъде разположен вертикално на една линия с центъра на тежестта и ще липсва изправящо рамо, съответно изправящ момент.